# Constance de Castille (morte en 1160)
Pour l’article homonyme, voir Constance de Castille.
Constance de Castille (v. 1136 † Paris, 4 octobre 1160), infante de Castille, est reine des Francs par son mariage avec le roi Louis VII le Jeune. Elle est fille d'Alphonse VII, roi de Castille et de León et de Bérengère de Barcelone.

## Biographie
L'infante Constance est la deuxième des quatre enfants et la fille aînée du couple formé par Alphonse VII et sa première épouse, Bérengère de Barcelone. Elle a pour frères les rois Sanche III de Castille et Ferdinand II de León, et pour sœur cadette Sancha, reine de Navarre.

### Reine des Francs

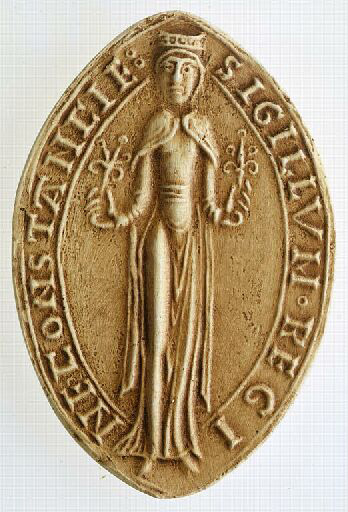
Moulage de la matrice du sceau de Constance de Castille, reine de France Archives Nationales.

Après s'être séparé d'Aliénor d'Aquitaine, Louis VII le Jeune, roi des Francs, deuxième fils de Louis VI et d'Adélaïde de Savoie, cherche une nouvelle épouse car il n'a pas de fils susceptible de lui succéder. Il finit par conclure une alliance avec Alphonse VII de Castille et de León.
Durant l'été 1154, Constance de Castille devient ainsi l'épouse de Louis VII, mais aussi la reine des Francs. La cérémonie se déroule dans la Cathédrale Sainte-Croix d'Orléans.
Il est à relever que si un lien de parenté trop proche a été invoqué comme motif officiel de la séparation entre Louis VII et Aliénor, Constance est une cousine encore plus proche.

### Descendance
De ce mariage naissent :
- Marguerite (1158 † 1197), mariée en 1172 à Henri le Jeune (1155 † 1183), fils de Henri II Plantagenêt, puis en 1185 à Béla III (1148 ou 1149 † 1196), roi de Hongrie ;
- Adèle (1160 † après 1200), mariée le 20 août 1195 à Guillaume II Talvas (1178 † 1221), comte de Ponthieu, à qui elle apporte en dot les comtés d'Eu et d'Arques.

### Décès
Alors qu'elle revient d'un pèlerinage à Saint-Jacques-de-Compostelle, Constance de Castille meurt le 4 octobre 1160, en donnant naissance à sa fille Adèle. Elle est inhumée à Saint-Denis. Cinq semaines plus tard, Louis VII se remarie avec Adèle de Champagne, qui lui donnera le fils tant attendu, Philippe Auguste.